# Leo G. Carroll
Leo Gratten Carroll  (Weedon, Inglaterra, 25 de octubre de 1886 - Hollywood, California, 16 de octubre de 1972) fue un actor británico.

## Filmografía parcial
- 1970 Ironside.
- 1967 El agente de CIPOL, serie de TV.
- 1966 La chica de CIPOL, serie de TV.
- 1955 ¡Tarántula!.
- 1953 El secreto del cóndor de oro
- 1952 Las nieves del Kilimanjaro.
- 1952 Cautivos del mal.
- 1951 The Desert Fox: The Story of Rommel.
- 1951 Strangers on a train.
- 1947 The Paradine Case.
- 1945 Spellbound.
- 1940 Rebecca.
- 1939 The Private Lives of Elizabeth and Essex.
- 1939 Cumbres borrascosas.
- 1938 A Christmas Carol.